# Líbano en los Juegos Olímpicos de Atlanta 1996
Líbano estuvo representado en los Juegos Olímpicos de Atlanta 1996 por una deportista femenina que compitió en tenis de mesa.
El portador de la bandera en la ceremonia de apertura fue el halterófilo Mohamed Al-Aywan. El equipo olímpico libanés no obtuvo ninguna medalla en estos Juegos.